# DVB-T

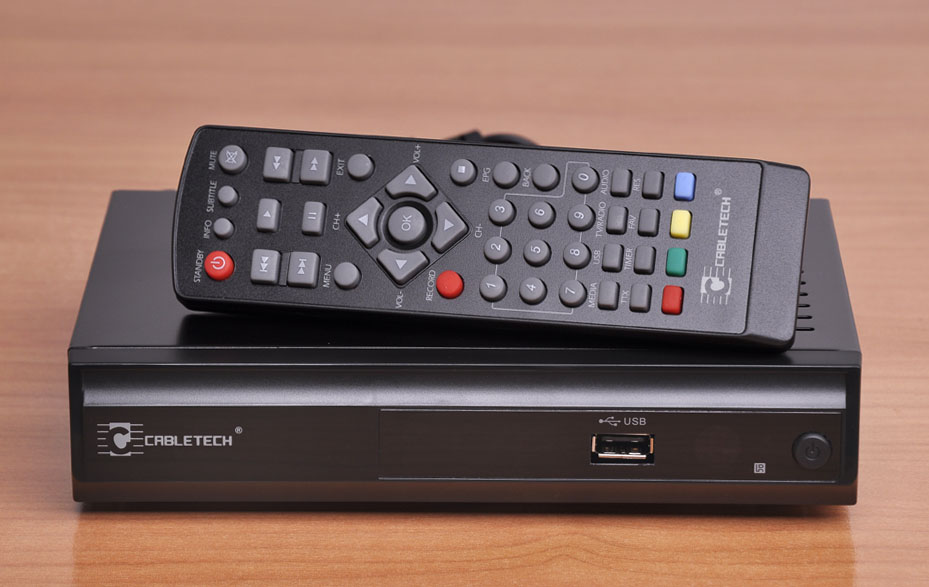
DVB-T set-top boxy umožňovaly příjem DVB-T vysílání na starších televizorech. Televizory vyráběné po roce 2000 měly přijímač DVB-T zabudovaný.

DVB-T (z anglického Digital Video Broadcasting – Terrestrial) je starší standard digitálního televizního vysílání pozemními vysílači, který se používal, případně ještě používá, v Evropě, Austrálii, větší části Afriky a v části Asie. V některých případech se pod DVB-T zahrnuje i DVB-T2. V České republice se DVB-T používalo v letech 2000–2020, od roku 2020 se pro pozemní vysílání televize používá pouze DVB-T2.

## Popis technologie

Schéma přenosového řetězce DVB-T

Na rozdíl od analogového vysílání se programy v reálném čase převádějí do datového toku a komprimovány – pro komprimaci obrazu se pro starší verzi DVB-T používala komprese MPEG-2 Video (MPEG-2 část 2, H.262) a MPEG-4 AVC (H.264), pro DVB-T2 komprese MPEG-H část 2 (HEVC, H.265) v některých zemích H.264 – což umožňuje daleko lepší využití kmitočtového pásma. Prakticky to znamená, že na jednom kanále místo jednoho televizního programu vysílá celý multiplex, který obsahuje několik televizních stanic, rozhlasových stanic a doplňkových služeb, ke kterým patří zejména EPG (Electronic Program Guide, Elektronický programový průvodce), superteletext, popř. další interaktivní služby (on-line nákupy, hlasování, e-mail, jednoduché hry).
Pro ukládání českých znaků v EPG a titulcích se používá znaková sada ISO/IEC 6937
Technologicky velmi příbuzné jsou formáty:
- DVB-S (Digital Video Broadcasting – Satellite) pro digitální vysílání ze satelitu
- DVB-C (Digital Video Broadcasting – Cable) pro digitální vysílání v kabelových sítích
- DVB-H (Digital Video Broadcasting – Handheld) pro digitální vysílání v mobilních (telefonních) sítích

## Nasazení DVB-T

Rozšíření standardů digitálního pozemního televizního vysílání

V letech 1998–2025 bylo digitální televizní vysílání zavedeno téměř ve všech zemích světa, ne ve všech zemích se však používá standard DVB-T/DVB-T2. Většina zemí, kde se používalo DVB-T, již přešla na standard DVB-T2. Některé země od pozemního vysílání televize zcela ustupují, DVB-T/T2 bylo kompletně vypnuto ve Švýcarsku (2019, regionální DVB-T2 vysílání zůstává aktivní v okolí Ženevy) a ve Vlámské části Belgie (nekódované v roce 2018, šifrované v roce 2024).

### DVB-T v Česku
V Česku byly vysílány 4 celoplošné multiplexy, několik regionálních a také přechodové DVB-T2 multiplexy. S příchodem nového televizního standardu DVB-T2 byly postupně vypínány, vysílání DVB-T bylo v České republice (až na drobné výjimky) ukončeno 30. září 2020.

## Kanály
Následující převodní tabulka zobrazuje číslo kanálu a jeho kmitočet v megahertzech (MHz).
| Kanál (K) | Frekvence | Kanál (K) | Frekvence |
| --------- | --------- | --------- | --------- |
| 21        | 474 MHz   | 41        | 634 MHz   |
| 22        | 482 MHz   | 42        | 642 MHz   |
| 23        | 490 MHz   | 43        | 650 MHz   |
| 24        | 498 MHz   | 44        | 658 MHz   |
| 25        | 506 MHz   | 45        | 666 MHz   |
| 26        | 514 MHz   | 46        | 674 MHz   |
| 27        | 522 MHz   | 47        | 682 MHz   |
| 28        | 530 MHz   | 48        | 690 MHz   |
| 29        | 538 MHz   | 49        | 698 MHz   |
| 30        | 546 MHz   | 50        | 706 MHz   |
| 31        | 554 MHz   | 51        | 714 MHz   |
| 32        | 562 MHz   | 52        | 722 MHz   |
| 33        | 570 MHz   | 53        | 730 MHz   |
| 34        | 578 MHz   | 54        | 738 MHz   |
| 35        | 586 MHz   | 55        | 746 MHz   |
| 36        | 594 MHz   | 56        | 754 MHz   |
| 37        | 602 MHz   | 57        | 762 MHz   |
| 38        | 610 MHz   | 58        | 770 MHz   |
| 39        | 618 MHz   | 59        | 778 MHz   |
| 40        | 626 MHz   | 60        | 786 MHz   |

kde:
- odstup kanálů je vždy 8 MHz.
- dříve se využívaly i kanály 61 až 69, ale poté kmitočtové pásmo převzaly mobilní sítě LTE.
- po kompletním přechodu na DVB-T2 se pro TV vysílání přestanou používat kanály 49 až 60.[2]

DVB-T využívá COFDM na rozdělení datového toku multiplexu na dílčí datové toky vysílané na několika tisících subnosných v rámci jednoho kanálu.
Z tabulky vyplývá, že uvedené kanály (21.–69.) využívají celé novější UHF pásmo analogové televize: Celý jeho definiční rozsah 470–862 MHz (IV.–V. pásmo) pokrývají beze zbytku.